# Xã East Newman, Quận Nance, Nebraska
Xã East Newman (tiếng Anh: East Newman Township) là một xã thuộc quận Nance, tiểu bang Nebraska, Hoa Kỳ. Năm 2010, dân số của xã này là 101 người.